# Giorgos Donis
Giorgos Donis (în greacă Γιώργος Δώνης, n. 22 noiembrie 1969) este un fost jucător și antrenor grec de fotbal care a jucat pe postul de mijlocaș. El a fost primul grec care a jucat vreodată în Premier League. În Anglia, el a fost cunoscut sub numele de George Donis.

## Primii ani
Donis s-a născut și a crescut în Frankfurt, Germania de Vest, până la vârsta de șase ani, când familia s-a mutat înapoi în Grecia natală. Părinții lui au trăit în Frankfurt timp de mai mulți ani și încă mai au legături de familie acolo.

## Cariera de jucător
Giorgos Donis și-a început cariera la seniori la PAS Giannina, în 1990, și după un an bun s-a transferat la Panathinaikos. Fanii lui Panathinaikos, cunoscuți pentru dragostea lor pentru porecle, l-au supranumit Trenul pentru viteza sa remarcabilă.
Pe 5 iunie 1996, după ce a contribuit la performanța clubului grec care a ajuns până în semi-finala Ligii Campionilor, unde a pierdut în fața Ajaxului, Donis a semnat cu Blackburn Rovers ca jucător liber de contract, mulțumită regulii Bosman. Aici nu a avut o evoluție constantă, marcând doar în meciurile cu Everton și Coventry City.
S-a întors în campionatul intern la AEK Atena. În 1999 s-a întors în Anglia, unde a jucat pentru Sheffield United și Huddersfield Town, echipă la care și-a încheiat cariera.

## Carieră la națională
Și-a făcut debutul pentru echipa națională de fotbal a Greciei pe 22 decembrie 1991, într-un meci terminat la egalitate, scor 1-1 cu reprezentativa similară a Maltei contând pentru calificările la Campionatul European de Fotbal din 1992. El a jucat 24 de meciuri și a marcat cinci goluri pentru naționala elenă.

## Cariera de antrenor

### AEL
După retragere s-a apucat de antrenorat. Începând din 2002, el a condus echipa Zografou pe care a promovat-o din a patra divizie până în cea de-a doua. În 2004 a ajuns la AEL, unde după un sezon a reușit să promoveze cu echipa în Superliga Greacă din divizia a doua și a terminat pe locul 8 în anul următor. În 2007, Larissa a terminat doar pe locul al zecelea în campionat, dar a reușit să câștige Cupa Greciei după ce a învins-o pe Panathinaikos cu scorul de 2-1 în finală. În primul său sezon în cupele europene ca antrenor, echipa sa, AE Larissa, a fost învinsă chiar de fosta lui echipă, Blackburn Rovers, care astfel s-a calificat în faza grupelor din Cupa UEFA 2007-2008. A terminat campionatul pe locul al șaselea, ratând play-off-ul din cauza golaverajului mai slab.

### AEK Atena
Pe 25 aprilie 2008, Donis a demisionat din funcția de antrenor al lui AEL și pe 14 mai a fost numit în poziția de antrenor principal al AEK Atena.
Pe 17 noiembrie 2008, ca urmare a unui șir de performanțe slabe și a eliminării din Cupa UEFA încă din turul 2, AEK i-a reziliat contractul la doar șase luni după numirea sa.

### Atromitos
În 2009, Donis a fost numit de către Atromitos la conducerea echipei și în sezonul 2010-2011 a ajuns din nou în finala Cupei Greciei, pe care a pierdut-o cu scorul de 0-3 în fața fostei sale echipa AEK Atena. În anul următor, Atromitos s-a bucurat de un sezon de succes, ajungând în finala Cupei Greciei pentru a doua oară consecutiv (pierdută în fața lui Olympiacos cu 1-2 după prelungiri), reușind și să califice echipa în play-off.

### PAOK
Pe 31 mai 2012, Donis a semnat cu PAOK un contract pe doi ani. Pe 28 aprilie 2013, după înfrângerea cu 0-2 în fața echipei Asteras Tripolis și eliminarea din semifinala Cupei Greciei cauzată de aceeași Asteras, Donis a fost demis de către președintele Ivan Savvidis.

### APOEL
Pe 11 octombrie 2013, Donis a semnat un contract până la sfârșitul sezonului 2013-2014 cu campioana en-titre de la acea vreme, APOEL, înlocuindu-l pe Paulo Sergio, care a fost concediat la data de 4 octombrie 2013. În primul său sezon la APOEL, Donis a câștigat dubla campionat-cupă. El a obținut primul său trofeu cu APOEL pe 21 mai 2014, când a condus echipa spre victorie în meciul câștigat de APOEL cu 2-0 în fața lui Ermis Aradippou din finala Cupei Ciprului. Zece zile mai târziu, Donis a câștigat și Prima Divizie Cipriotă după ce APOEL a câștigat cu 1-0 în deplasare, într-un meci decisiv pentru titlu jucat cu AEL Limassol, câștigând astfel primul său titlul de campion din cariera de antrenor.
În urma rezultatelor bune din primul sezon la club, Giorgos Donis și-a prelungit contractul cu APOEL pe încă un an pe 26 iunie 2014. În august 2014, Donis a condus-o pe APOEL în faza grupelor Ligii Campionilor 2014-2015, după ce a eliminat-o pe HJK Helsinki (4-2 la general) în cea de-a treia rundă de calificari și după ce a învins-o pe Aalborg BK cu 5-1 la general în play-off-ul competiției. APOEL a fost extrasă în Grupa F, alături de Barcelona, Paris Saint-Germain și Ajax. Echipa din Nicosia a reușit să adune doar un singur punct după un egal, scor 1-1 cu Ajax acasă. În celelalte cinci meciuri din Grupa F, APOEL a pierdut de două ori cu Barcelona (0-4 acasă, 0-1 în deplasare), a pierdut de două ori cu Paris Saint-Germain (0-1 acasă, 0-1 în deplasare) și, de asemenea, a pierdut în deplasare cu Ajax, scor 0-4.
Pe 6 ianuarie 2015, APOEL și Giorgos Donis s-au despărțit de comun acord, după mai multe rezultate slabe, culminând cu un 1-1 pe teren propriu împotriva ultimei clasate Ayia Napa.

### Al-Hilal
Pe 25 februarie 2015, a fost numit în funcția de antrenor al lui Al-Hilal din Arabia Saudită, semnând un contract până la sfârșitul sezonului. El a ajuns cu Al-Hilal până în semifinala Ligii Campionilor AFC din 2015. Pe 6 iunie, Donis a câștigat primul titlu cu Al-Hilal, după ce a învins-o Al-Nassr în finala Cupei Regelui 2015.

### Al-Sharjah
Pe 28 iulie 2016, a semnat un contract Al-Sharjah, echipă din Emiratele Arabe Unite, valabil până în vara anului 2018.

### Al doilea mandat la APOEL
Pe 28 iulie 2017, Donis a semnat un contract până la sfârșitul sezonului 2017-2018 sezon cu APOEL, înlocuindu-l pe Mario Been care a fost demis după o înfrângere suferită în deplasare, scor 1-0 cu Viitorul Constanta, contând pentru prima manșă a turului trei preliminar al Ligii Campionilor. Pe 23 martie 2018, APOEL l-a demis pe Donis și l-a înlocuit cu antrenorul portughez Bruno Baltazar. Riscând să piardă titlul cu antrenorul portughez la conducere, APOEL l-a readus pe Donis.

## Palmares

### Jucător
Panathinaikos
- Superliga Greacă: 1994-95, 1995-1996
- Cupa Grecieir: 1992-1993, 1993-1994, 1994-1995
- Supercupa Greciei: 1993, 1994

### Manager
AEL
- Cupa Greciei: 2006-2007
- A Doua Divizie Greacă : 2004-05

Atromitos
- Cupa Greciei: finalist 2010-11, 2011-12

Ilisiakos
- Gamma Ethniki: 2003-04
- Delta Ethniki: 2002-03

APOEL
- Prima Divizie Cipriotă: 2013-14
- Cupa Ciprului: 2013-14

Al-Hilal
- Cupa Regelui: 2015
- Supercupa Arabiei Saudite: 2015
- Cupa Prințului: 2015-16

## Legături externe
- Giorgos Donis pe site-ul National-Football-Teams.com